# Lista över matchresultat i Svenska Hockeyligan 2020/2021
Lista över matchresultat i grundserien av Svenska Hockeyligan 2020/2021.
 Serien spelades mellan den 19 september 2020 och 3 april 2021.

  
| Nr | Lag            | S  | V  | ÖV | ÖF | F  | GM  | IM  | MS  | P   |
| -- | -------------- | -- | -- | -- | -- | -- | --- | --- | --- | --- |
| 1  | Växjö Lakers   | 52 | 27 | 7  | 7  | 11 | 153 | 112 | +41 | 102 |
| 2  | Rögle BK       | 52 | 27 | 4  | 9  | 12 | 164 | 124 | +40 | 98  |
| 3  | Leksands IF    | 52 | 25 | 7  | 5  | 15 | 156 | 134 | +22 | 94  |
| 4  | Skellefteå AIK | 52 | 24 | 8  | 5  | 15 | 154 | 122 | +32 | 93  |
| 5  | Luleå HF       | 52 | 24 | 4  | 8  | 16 | 150 | 131 | +19 | 88  |
| 6  | Örebro HK      | 52 | 25 | 4  | 4  | 19 | 154 | 144 | +10 | 87  |
| 7  | Frölunda HC    | 52 | 27 | 1  | 1  | 23 | 133 | 131 | +2  | 84  |
| 8  | Färjestad BK   | 52 | 18 | 11 | 5  | 18 | 157 | 143 | +14 | 81  |
| 9  | Malmö Redhawks | 52 | 19 | 4  | 2  | 27 | 123 | 151 | −28 | 67  |
| 10 | Djurgårdens IF | 52 | 17 | 5  | 4  | 26 | 139 | 151 | −12 | 65  |
| 11 | IK Oskarshamn  | 52 | 18 | 2  | 5  | 27 | 142 | 163 | −21 | 63  |
| 12 | Linköping HC   | 52 | 17 | 4  | 3  | 28 | 132 | 166 | −34 | 62  |
| 13 | Brynäs IF      | 52 | 14 | 4  | 7  | 27 | 131 | 176 | −45 | 57  |
| 14 | HV71           | 52 | 12 | 5  | 5  | 30 | 127 | 167 | −40 | 51  |

## Matcher
| \| September 2020–09–19 - Leksands IF–Skellefteå AIK 4–5 (1–2, 0–2, 3–0, 0–1) Publik: 50 Tegera Arena - Frölunda HC–HV 71 3–0 (2–0, 1–0, 0–0) Publik: 50 Scandinavium - Luleå HF–Färjestad BK 4–2 (2–0, 1–0, 1–2) Publik: 50 Coop Norrbotten Arena - Rögle BK–Linköping HC 6–4 (1–1, 3–1, 2–2) Publik: 50 Catena Arena 2020–09–22 - IF Malmö Redhawks–Leksands IF 3–5 (1–3, 1–1, 1–1) Publik: 50 Malmö Arena 2020–09–24 - Örebro HK–HV 71 5–4 (2–1, 1–3, 2–0) Publik: 50 Behrn Arena - Brynäs IF–IK Oskarshamn 2–5 (1–2, 0–3, 1–0) Publik: 50 Monitor ERP Arena - Växjö Lakers HC–Färjestad BK 2–3 (0–1, 1–1, 1–0, 0–0, 0–1) Publik: 50 Vida Arena 2020–09–26 - Linköping HC–Växjö Lakers HC 1–2 (1–1, 0–0, 0–0, 0–0, 0–1) Publik: 50 Saab Arena - IK Oskarshamn–Luleå HF 2–5 (1–1, 1–2, 0–2) Publik: 50 Be-Ge Hockey Center - Skellefteå AIK–Örebro HK 1–4 (0–1, 0–2, 1–1) Publik: 50 Skellefteå Kraft Arena - Färjestad BK–Brynäs IF 3–5 (2–2, 1–1, 0–2) Publik: 50 Löfbergs Arena - HV 71–Rögle BK 2–3 (0–1, 1–1, 1–1) Publik: 50 Husqvarna Garden 2020–09–27 - Djurgårdens IF–Frölunda HC 0–2 (0–0, 0–1, 0–1) Publik: 0 Hovet, Johanneshov Oktober 2020–10–01 - Leksands IF–Örebro HK 3–5 (2–1, 0–2, 1–2) Publik: 50 Tegera Arena - Luleå HF–HV 71 5–4 (2–1, 3–1, 0–2) Publik: 50 Coop Norrbotten Arena - Skellefteå AIK–Frölunda HC 3–1 (2–1, 1–0, 0–0) Publik: 50 Skellefteå Kraft Arena - Djurgårdens IF–IF Malmö Redhawks 3–0 (0–0, 1–0, 2–0) Publik: 0 Hovet, Johanneshov - Växjö Lakers HC–Rögle BK 2–1 (0–1, 1–0, 1–0) Publik: 50 Vida Arena - Linköping HC–Brynäs IF 5–4 (2–1, 0–3, 2–0, 1–0) Publik: 50 Saab Arena - IK Oskarshamn–Färjestad BK 4–2 (3–1, 1–0, 0–1) Publik: 50 Be-Ge Hockey Center 2020–10–03 - Luleå HF–Växjö Lakers HC 2–1 (0–0, 1–0, 1–1) Publik: 50 Coop Norrbotten Arena - Brynäs IF–Skellefteå AIK 3–2 (1–2, 1–0, 1–0) Publik: 50 Monitor ERP Arena - Rögle BK–Djurgårdens IF 5–3 (2–0, 2–1, 1–2) Publik: 50 Catena Arena - Färjestad BK–IF Malmö Redhawks 2–4 (0–0, 0–3, 2–1) Publik: 50 Löfbergs Arena - HV 71–IK Oskarshamn 6–3 (0–2, 3–1, 3–0) Publik: 0 Husqvarna Garden - Örebro HK–Linköping HC 6–4 (1–0, 3–1, 2–3) Publik: 200 Behrn Arena - Frölunda HC–Leksands IF 4–2 (1–1, 2–1, 1–0) Publik: 0 Scandinavium 2020–10–08 - Skellefteå AIK–HV 71 4–2 (1–0, 1–1, 2–1) Publik: 50 Skellefteå Kraft Arena - Leksands IF–Växjö Lakers HC 0–2 (0–0, 0–2, 0–0) Publik: 50 Tegera Arena - Djurgårdens IF–Luleå HF 3–2 (1–0, 1–2, 0–0, 1–0) Publik: 50 Hovet, Johanneshov - Färjestad BK–Linköping HC 5–4 (3–2, 0–0, 2–2) Publik: 50 Löfbergs Arena - IK Oskarshamn–Rögle BK 2–3 (1–1, 1–1, 0–1) Publik: 50 Be-Ge Hockey Center - IF Malmö Redhawks–Örebro HK 2–1 (1–1, 1–0, 0–0) Publik: 0 Malmö Arena - Frölunda HC–Brynäs IF 3–0 (0–0, 1–0, 2–0) Publik: 0 Scandinavium 2020–10–10 - Luleå HF–Brynäs IF 2–3 (0–1, 1–0, 1–1, 0–0, 0–1) Publik: 50 Coop Norrbotten Arena - Djurgårdens IF–IK Oskarshamn 3–4 (1–1, 0–2, 2–1) Publik: 50 Hovet, Johanneshov - Rögle BK–Örebro HK 3–1 (2–0, 1–0, 0–1) Publik: 50 Catena Arena - Växjö Lakers HC–Skellefteå AIK 1–3 (1–0, 0–0, 0–3) Publik: 50 Vida Arena - Linköping HC–Leksands IF 1–4 (0–1, 1–1, 0–2) Publik: 50 Saab Arena - HV 71–Färjestad BK 2–3 (2–2, 0–0, 0–0, 0–1) Publik: 50 Husqvarna Garden 2020–10–12 - Frölunda HC–Skellefteå AIK 3–2 (1–0, 1–1, 0–1, 0–0, 1–0) Publik: 50 Scandinavium 2020–10–15 - Skellefteå AIK–Färjestad BK 1–0 (0–0, 1–0, 0–0) Publik: 50 Skellefteå Kraft Arena - Örebro HK–Luleå HF 1–2 (1–1, 0–0, 0–0, 0–0, 0–1) Publik: 200 Behrn Arena - Brynäs IF–Rögle BK 2–1 (0–1, 2–0, 0–0) Publik: 50 Monitor ERP Arena - Linköping HC–Djurgårdens IF 5–4 (2–2, 2–1, 1–1) Publik: 50 Saab Arena - HV 71–IF Malmö Redhawks 5–2 (1–1, 2–0, 2–1) Publik: 50 Husqvarna Garden - IK Oskarshamn–Leksands IF 5–2 (0–1, 3–1, 2–0) Publik: 50 Be-Ge Hockey Center - Frölunda HC–Växjö Lakers HC 3–2 (2–1, 1–1, 0–0) Publik: 0 Scandinavium 2020–10–17 - Växjö Lakers HC–Brynäs IF 5–1 (0–0, 1–1, 4–0) Publik: 50 Vida Arena - IK Oskarshamn–Örebro HK 2–3 (1–2, 0–0, 1–1) Publik: 50 Be-Ge Hockey Center - IF Malmö Redhawks–Luleå HF 2–4 (0–3, 0–0, 2–1) Publik: 0 Malmö Arena - Leksands IF–Rögle BK 3–2 (1–1, 1–1, 0–0, 1–0) Publik: 50 Tegera Arena - Skellefteå AIK–Linköping HC 3–2 (0–2, 2–0, 1–0) Publik: 50 Skellefteå Kraft Arena - Djurgårdens IF–HV 71 6–3 (1–0, 1–3, 4–0) Publik: 50 Hovet, Johanneshov - Färjestad BK–Frölunda HC 3–0 (1–0, 0–0, 2–0) Publik: 50 Löfbergs Arena 2020–10–20 - Leksands IF–Djurgårdens IF 3–2 (0–1, 0–1, 2–0, 1–0) Publik: 50 Tegera Arena - IF Malmö Redhawks–Frölunda HC 2–6 (0–2, 1–1, 1–3) Publik: 50 Malmö Arena 2020–10–22 - Luleå HF–Leksands IF 5–2 (2–0, 1–1, 2–1) Publik: 50 Coop Norrbotten Arena - Rögle BK–Frölunda HC 5–4 (1–1, 2–2, 2–1) Publik: 50 Catena Arena - Färjestad BK–Örebro HK 7–3 (2–2, 3–1, 2–0) Publik: 50 Löfbergs Arena - HV 71–Brynäs IF 6–4 (3–1, 1–1, 2–2) Publik: 50 Husqvarna Garden - Växjö Lakers HC–IF Malmö Redhawks 4–3 (0–0, 2–2, 2–1) Publik: 50 Vida Arena 2020–10–24 - Skellefteå AIK–Rögle BK 4–5 (3–3, 1–1, 0–1) Publik: 50 Skellefteå Kraft Arena - Leksands IF–Färjestad BK 3–2 (0–0, 1–1, 1–1, 1–0) Publik: 50 Tegera Arena - Frölunda HC–Luleå HF 4–1 (0–0, 3–0, 1–1) Publik: 0 Scandinavium - IK Oskarshamn–IF Malmö Redhawks 4–1 (0–0, 2–1, 2–0) Publik: 50 Be-Ge Hockey Center - Örebro HK–Växjö Lakers HC 4–3 (1–2, 1–0, 1–1, 1–0) Publik: 50 Behrn Arena 2020–10–27 - Leksands IF–HV 71 1–3 (0–1, 1–1, 0–1) Publik: 50 Tegera Arena - Örebro HK–Brynäs IF 3–0 (3–0, 0–0, 0–0) Publik: 50 Behrn Arena - Färjestad BK–Rögle BK 2–5 (0–3, 2–0, 0–2) Publik: 50 Löfbergs Arena - IK Oskarshamn–Frölunda HC 3–2 (1–0, 2–1, 0–1) Publik: 50 Be-Ge Hockey Center - IF Malmö Redhawks–Skellefteå AIK 3–2 (1–1, 0–1, 1–0, 1–0) Publik: 50 Malmö Arena 2020–10–29 - Skellefteå AIK–IK Oskarshamn 1–3 (0–0, 0–0, 1–3) Publik: 50 Skellefteå Kraft Arena - HV 71–Växjö Lakers HC 3–2 (0–1, 1–0, 1–1, 1–0) Publik: 50 Husqvarna Garden - Frölunda HC–Örebro HK 3–1 (1–1, 1–0, 1–0) Publik: 50 Scandinavium 2020–10–31 - Örebro HK–Skellefteå AIK 3–2 (1–0, 2–1, 0–1) Publik: 50 Behrn Arena - IF Malmö Redhawks–Färjestad BK 2–3 (0–2, 2–0, 0–1) Publik: 0 Malmö Arena - Växjö Lakers HC–HV 71 6–3 (1–0, 4–1, 1–2) Publik: 50 Vida Arena November 2020–11–10 - Luleå HF–Frölunda HC 0–2 (0–1, 0–1, 0–0) Publik: 300 Coop Norrbotten Arena - Växjö Lakers HC–Örebro HK 3–2 (1–1, 1–1, 0–0, 1–0) Publik: 50 Vida Arena - Färjestad BK–Leksands IF 3–2 (0–1, 0–0, 2–1, 1–0) Publik: 50 Löfbergs Arena - Linköping HC–Skellefteå AIK 2–1 (0–1, 0–0, 2–0) Publik: 50 Saab Arena - IK Oskarshamn–Djurgårdens IF 4–2 (0–1, 0–0, 4–1) Publik: 50 Be-Ge Hockey Center - IF Malmö Redhawks–Rögle BK 0–2 (0–0, 0–1, 0–1) Publik: 50 Malmö Arena 2020–11–12 - Skellefteå AIK–Växjö Lakers HC 4–2 (2–1, 0–0, 2–1) Publik: 50 Skellefteå Kraft Arena - Leksands IF–IK Oskarshamn 4–2 (3–0, 0–1, 1–1) Publik: 0 Tegera Arena - Örebro HK–IF Malmö Redhawks 6–2 (1–1, 3–0, 2–1) Publik: 50 Behrn Arena - Djurgårdens IF–Linköping HC 6–2 (2–0, 3–2, 1–0) Publik: 0 Hovet, Johanneshov - Rögle BK–Brynäs IF 4–1 (1–0, 1–1, 2–0) Publik: 50 Catena Arena - Frölunda HC–Färjestad BK 4–3 (3–1, 1–2, 0–0) Publik: 0 Scandinavium 2020–11–14 - Växjö Lakers HC–Luleå HF 3–2 (1–1, 1–0, 1–1) Publik: 50 Vida Arena - IK Oskarshamn–Skellefteå AIK 2–3 (1–1, 1–1, 0–0, 0–1) Publik: 50 Be-Ge Hockey Center - IF Malmö Redhawks–Brynäs IF 7–2 (4–0, 0–2, 3–0) Publik: 50 Malmö Arena - Örebro HK–Rögle BK 6–5 (2–0, 1–3, 2–2, 1–0) Publik: 50 Behrn Arena - Färjestad BK–Djurgårdens IF 5–0 (3–0, 1–0, 1–0) Publik: 50 Löfbergs Arena - Linköping HC–Frölunda HC 1–3 (0–2, 1–0, 0–1) Publik: 50 Saab Arena 2020–11–16 - Djurgårdens IF–Skellefteå AIK 3–2 (2–0, 0–0, 0–2, 1–0) Publik: 50 Hovet, Johanneshov - Leksands IF–Frölunda HC 4–0 (2–0, 0–0, 2–0) Publik: 50 Tegera Arena 2020–11–17 - IK Oskarshamn–Linköping HC 3–6 (0–0, 1–2, 2–4) Publik: 0 Be-Ge Hockey Center 2020–11–19 - Luleå HF–Örebro HK 4–3 (2–0, 1–1, 0–2, 1–0) Publik: 0 Coop Norrbotten Arena - Skellefteå AIK–Djurgårdens IF 3–1 (2–1, 0–0, 1–0) Publik: 0 Skellefteå Kraft Arena - Leksands IF–Linköping HC 1–2 (0–1, 1–0, 0–0, 0–1) Publik: 50 Tegera Arena - Brynäs IF–Växjö Lakers HC 1–3 (0–2, 0–0, 1–1) Publik: 0 Monitor ERP Arena - Frölunda HC–IK Oskarshamn 4–1 (1–0, 1–0, 2–1) Publik: 0 Scandinavium 2020–11–21 - Brynäs IF–Frölunda HC 7–1 (1–1, 2–0, 4–0) Publik: 0 Monitor ERP Arena - Djurgårdens IF–Växjö Lakers HC 3–2 (1–0, 0–1, 2–1) Publik: 0 Hovet, Johanneshov - Linköping HC–Luleå HF 2–3 (0–1, 2–2, 0–0) Publik: 0 Saab Arena - Skellefteå AIK–IF Malmö Redhawks 3–4 (1–3, 2–0, 0–1) Publik: 0 Skellefteå Kraft Arena - Örebro HK–IK Oskarshamn 2–1 (0–1, 1–0, 1–0) Publik: 50 Behrn Arena - Färjestad BK–HV 71 3–2 (0–1, 2–0, 1–1) Publik: 50 Löfbergs Arena 2020–11–22 - Färjestad BK–Luleå HF 1–4 (0–1, 1–1, 0–2) Publik: 50 Löfbergs Arena 2020–11–24 - Djurgårdens IF–Brynäs IF 4–1 (3–0, 1–1, 0–0) Publik: 0 Hovet, Johanneshov - HV 71–Luleå HF 5–1 (1–0, 3–1, 1–0) Publik: 0 Husqvarna Garden 2020–11–26 - Växjö Lakers HC–IF Malmö Redhawks 3–0 (1–0, 1–0, 1–0) Publik: 8 Vida Arena - HV 71–Linköping HC 2–3 (0–1, 1–1, 1–0, 0–0, 0–1) Publik: 0 Husqvarna Garden 2020–11–28 - Leksands IF–IF Malmö Redhawks 4–3 (0–2, 1–0, 3–1) Publik: 8 Tegera Arena - HV 71–Skellefteå AIK 2–3 (1–1, 1–1, 0–1) Publik: 0 Husqvarna Garden - Frölunda HC–Djurgårdens IF 2–3 (0–1, 1–1, 1–1) Publik: 0 Scandinavium - Brynäs IF–Färjestad BK 4–6 (0–1, 2–3, 2–2) Publik: 0 Monitor ERP Arena December 2020–12–01 - Skellefteå AIK–Luleå HF 0–4 (0–1, 0–1, 0–2) Publik: 8 Skellefteå Kraft Arena - Djurgårdens IF–Leksands IF 3–0 (1–0, 2–0, 0–0) Publik: 0 Hovet, Johanneshov - Rögle BK–HV 71 4–0 (0–0, 4–0, 0–0) Publik: 8 Catena Arena - Växjö Lakers HC–Frölunda HC 8–0 (1–0, 5–0, 2–0) Publik: 8 Vida Arena - IF Malmö Redhawks–Linköping HC 3–4 (2–0, 1–1, 0–2, 0–1) Publik: 0 Malmö Arena 2020–12–03 - Luleå HF–IF Malmö Redhawks 5–3 (1–0, 3–2, 1–1) Publik: 0 Coop Norrbotten Arena - Leksands IF–Brynäs IF 3–1 (1–0, 2–0, 0–1) Publik: 8 Tegera Arena - Färjestad BK–Skellefteå AIK 4–3 (1–0, 2–1, 0–2, 0–0, 1–0) Publik: 0 Löfbergs Arena - Linköping HC–Rögle BK 2–1 (1–0, 1–0, 0–1) Publik: 0 Saab Arena - HV 71–Djurgårdens IF 5–1 (2–0, 1–0, 2–1) Publik: 0 Husqvarna Garden 2020–12–05 - Skellefteå AIK–Brynäs IF 6–5 (1–1, 2–1, 2–3, 1–0) Publik: 8 Skellefteå Kraft Arena - Frölunda HC–Rögle BK 3–2 (0–1, 1–1, 2–0) Publik: 0 Scandinavium - Växjö Lakers HC–Linköping HC 3–0 (0–0, 2–0, 1–0) Publik: 8 Vida Arena - Leksands IF–Luleå HF 6–3 (2–1, 1–1, 3–1) Publik: 0 Tegera Arena - IK Oskarshamn–HV 71 1–2 (0–1, 0–0, 1–1) Publik: 0 Be-Ge Hockey Center - IF Malmö Redhawks–Djurgårdens IF 1–3 (1–1, 0–0, 0–2) Publik: 0 Malmö Arena 2020–12–06 - Rögle BK–Växjö Lakers HC 4–2 (2–0, 1–0, 1–2) Publik: 8 Catena Arena 2020–12–08 - Växjö Lakers HC–IK Oskarshamn 4–3 (1–0, 3–2, 0–1) Publik: 8 Vida Arena - Linköping HC–HV 71 2–0 (0–0, 0–0, 2–0) Publik: 0 Saab Arena - Luleå HF–Rögle BK 0–5 (0–1, 0–3, 0–1) Publik: 0 Coop Norrbotten Arena - Örebro HK–Leksands IF 1–0 (0–0, 0–0, 0–0, 1–0) Publik: 50 Behrn Arena - IF Malmö Redhawks–Skellefteå AIK 0–3 (0–0, 0–2, 0–1) Publik: 0 Malmö Arena 2020–12–10 - Djurgårdens IF–Örebro HK 5–2 (1–0, 2–1, 2–1) Publik: 0 Hovet, Johanneshov - Rögle BK–Skellefteå AIK 5–2 (1–0, 3–1, 1–1) Publik: 8 Catena Arena - Växjö Lakers HC–Leksands IF 4–3 (2–1, 0–2, 2–0) Publik: 8 Vida Arena - Linköping HC–Färjestad BK 1–5 (0–2, 1–1, 0–2) Publik: 0 Saab Arena - HV 71–Frölunda HC 2–3 (2–0, 0–3, 0–0) Publik: 0 Husqvarna Garden - IF Malmö Redhawks–IK Oskarshamn 4–0 (0–0, 2–0, 2–0) Publik: 0 Malmö Arena 2020–12–12 - Färjestad BK–Växjö Lakers HC 4–2 (0–0, 3–1, 1–1) Publik: 0 Löfbergs Arena - HV 71–Örebro HK 2–4 (0–1, 1–2, 1–1) Publik: 0 Husqvarna Garden - Frölunda HC–IF Malmö Redhawks 2–3 (1–0, 0–2, 1–1) Publik: 0 Scandinavium - Luleå HF–Djurgårdens IF 3–2 (2–0, 1–1, 0–1) Publik: 0 Coop Norrbotten Arena - Skellefteå AIK–Leksands IF 1–3 (0–1, 1–2, 0–0) Publik: 50 Skellefteå Kraft Arena - Rögle BK–IK Oskarshamn 2–1 (0–0, 2–0, 0–1) Publik: 8 Catena Arena 2020–12–13 - Örebro HK–Färjestad BK 5–2 (2–0, 2–2, 1–0) Publik: 0 Behrn Arena 2020–12–15 - Linköping HC–IK Oskarshamn 6–3 (4–0, 0–1, 2–2) Publik: 0 Saab Arena - Rögle BK–Färjestad BK 3–4 (0–0, 2–3, 1–0, 0–0, 0–1) Publik: 8 Catena Arena - IF Malmö Redhawks–HV 71 2–1 (1–0, 1–1, 0–0) Publik: 0 Malmö Arena - Djurgårdens IF–Frölunda HC 5–1 (1–0, 2–1, 2–0) Publik: 0 Hovet, Johanneshov 2020–12–17 - Luleå HF–IK Oskarshamn 5–4 (2–2, 1–2, 1–0, 1–0) Publik: 0 Coop Norrbotten Arena - Rögle BK–IF Malmö Redhawks 2–3 (1–1, 1–1, 0–1) Publik: 0 Catena Arena - Örebro HK–Frölunda HC 1–6 (0–1, 1–2, 0–3) Publik: 50 Behrn Arena 2020–12–19 - IK Oskarshamn–Luleå HF 2–5 (1–0, 1–4, 0–1) Publik: 0 Be-Ge Hockey Center 2020–12–21 - IK Oskarshamn–Växjö Lakers HC 2–3 (0–0, 2–0, 0–2, 0–0, 0–1) Publik: 0 Be-Ge Hockey Center 2020–12–26 - Leksands IF–Rögle BK 1–3 (0–1, 1–2, 0–0) Publik: 0 Tegera Arena - Färjestad BK–Djurgårdens IF 5–2 (1–0, 1–0, 3–2) Publik: 0 Löfbergs Arena - Frölunda HC–Linköping HC 4–3 (1–1, 1–1, 2–1) Publik: 0 Scandinavium - Örebro HK–Växjö Lakers HC 6–2 (2–1, 1–0, 3–1) Publik: 0 Behrn Arena 2020–12–28 - Luleå HF–Leksands IF 3–0 (0–0, 0–0, 3–0) Publik: 0 Coop Norrbotten Arena - Skellefteå AIK–Örebro HK 4–1 (2–1, 1–0, 1–0) Publik: 0 Skellefteå Kraft Arena - Brynäs IF–IF Malmö Redhawks 5–2 (2–0, 0–1, 3–1) Publik: 0 Monitor ERP Arena - Rögle BK–Frölunda HC 1–3 (1–1, 0–1, 0–1) Publik: 8 Catena Arena - Växjö Lakers HC–Färjestad BK 4–1 (1–0, 1–1, 2–0) Publik: 8 Vida Arena - Linköping HC–Djurgårdens IF 1–5 (1–2, 0–1, 0–2) Publik: 0 Saab Arena - HV 71–IK Oskarshamn 3–2 (1–0, 1–2, 0–0, 1–0) Publik: 0 Husqvarna Garden 2020–12–30 - IF Malmö Redhawks–Växjö Lakers HC 2–6 (1–1, 0–3, 1–2) Publik: 0 Malmö Arena - Färjestad BK–Brynäs IF 2–3 (0–1, 1–1, 1–0, 0–1) Publik: 0 Löfbergs Arena - Leksands IF–Skellefteå AIK 5–3 (1–2, 0–0, 4–1) Publik: 8 Tegera Arena - Djurgårdens IF–Luleå HF 5–3 (1–0, 1–2, 3–1) Publik: 0 Hovet, Johanneshov - IK Oskarshamn–Rögle BK 1–3 (0–2, 0–1, 1–0) Publik: 0 Be-Ge Hockey Center - Frölunda HC–HV 71 4–1 (1–0, 1–0, 2–1) Publik: 0 Scandinavium - Örebro HK–Linköping HC 3–2 (1–0, 2–0, 0–2) Publik: 0 Behrn Arena Januari 2021–01–02 - Luleå HF–Linköping HC 5–2 (2–1, 3–0, 0–1) Publik: 0 Coop Norrbotten Arena - Brynäs IF–Leksands IF 4–5 (3–2, 1–2, 0–0, 0–0, 0–1) Publik: 0 Monitor ERP Arena - Rögle BK–Örebro HK 4–0 (0–0, 2–0, 2–0) Publik: 8 Catena Arena - Växjö Lakers HC–Djurgårdens IF 2–3 (0–2, 1–0, 1–0, 0–1) Publik: 8 Vida Arena - HV 71–IF Malmö Redhawks 1–4 (0–1, 1–1, 0–2) Publik: 0 Husqvarna Garden - Skellefteå AIK–Färjestad BK 3–2 (0–0, 2–1, 0–1, 1–0) Publik: 0 Skellefteå Kraft Arena 2021–01–03 - IK Oskarshamn–Frölunda HC 2–5 (0–1, 1–1, 1–3) Publik: 0 Be-Ge Hockey Center \| 2021–01–04 - Linköping HC–IF Malmö Redhawks 1–3 (0–1, 1–1, 0–1) Publik: 0 Saab Arena - Växjö Lakers HC–Djurgårdens IF 2–1 (0–1, 1–0, 0–0, 1–0) Publik: 8 Vida Arena - HV 71–Leksands IF 2–4 (1–1, 0–1, 1–2) Publik: 0 Husqvarna Garden 2021–01–05 - Rögle BK–Luleå HF 2–1 (0–1, 1–0, 0–0, 0–0, 1–0) Publik: 8 Catena Arena - IK Oskarshamn–Brynäs IF 6–1 (2–1, 2–0, 2–0) Publik: 8 Be-Ge Hockey Center 2021–01–06 - Linköping HC–Örebro HK 4–7 (2–4, 0–1, 2–2) Publik: 0 Saab Arena 2021–01–07 - Leksands IF–HV 71 3–4 (1–1, 1–2, 1–0, 0–0, 0–1) Publik: 8 Tegera Arena - Djurgårdens IF–IK Oskarshamn 3–4 (0–2, 1–1, 2–1) Publik: 0 Hovet, Johanneshov - Växjö Lakers HC–Skellefteå AIK 2–0 (0–0, 2–0, 0–0) Publik: 8 Vida Arena - Färjestad BK–Rögle BK 5–4 (0–1, 1–1, 3–2, 1–0) Publik: 0 Löfbergs Arena - Linköping HC–Brynäs IF 2–4 (2–1, 0–2, 0–1) Publik: 0 Saab Arena - IF Malmö Redhawks–Örebro HK 4–1 (0–1, 0–0, 4–0) Publik: 0 Malmö Arena - Frölunda HC–Luleå HF 0–3 (0–2, 0–0, 0–1) Publik: 0 Scandinavium 2021–01–09 - Luleå HF–IK Oskarshamn 7–3 (3–1, 2–0, 2–2) Publik: 0 Coop Norrbotten Arena - Brynäs IF–Djurgårdens IF 6–1 (3–0, 2–1, 1–0) Publik: 0 Monitor ERP Arena - IF Malmö Redhawks–Leksands IF 0–1 (0–0, 0–0, 0–1) Publik: 0 Malmö Arena - Frölunda HC–Färjestad BK 3–0 (2–0, 1–0, 0–0) Publik: 0 Scandinavium - Rögle BK–Linköping HC 3–1 (0–1, 0–0, 3–0) Publik: 8 Catena Arena - Skellefteå AIK–Växjö Lakers HC 4–3 (1–2, 1–0, 1–1, 1–0) Publik: 0 Skellefteå Kraft Arena - Örebro HK–HV 71 5–2 (0–2, 2–0, 3–0) Publik: 0 Behrn Arena 2021–01–12 - Luleå HF–Linköping HC 2–1 (0–0, 2–1, 0–0) Publik: 0 Coop Norrbotten Arena - Brynäs IF–Djurgårdens IF 3–2 (0–0, 3–1, 0–1) Publik: 0 Monitor ERP Arena - Rögle BK–Leksands IF 2–5 (2–1, 0–2, 0–2) Publik: 8 Catena Arena - Färjestad BK–IK Oskarshamn 1–3 (1–0, 0–2, 0–1) Publik: 0 Löfbergs Arena 2021–01–14 - Luleå HF–Brynäs IF 4–1 (0–0, 1–1, 3–0) Publik: 0 Coop Norrbotten Arena - Skellefteå AIK–Frölunda HC 5–1 (2–1, 2–0, 1–0) Publik: 0 Skellefteå Kraft Arena - Växjö Lakers HC–Rögle BK 3–2 (1–0, 0–2, 1–0, 1–0) Publik: 8 Vida Arena - Linköping HC–Leksands IF 2–3 (0–0, 0–2, 2–1) Publik: 0 Saab Arena - HV 71–Färjestad BK 4–2 (0–0, 3–0, 1–2) Publik: 0 Husqvarna Garden - Djurgårdens IF–Örebro HK 0–2 (0–1, 0–0, 0–1) Publik: 0 Hovet, Johanneshov 2021–01–16 - Örebro HK–Djurgårdens IF 4–6 (0–2, 3–1, 1–3) Publik: 0 Behrn Arena - HV 71–Rögle BK 1–5 (0–2, 1–0, 0–3) Publik: 0 Husqvarna Garden - Brynäs IF–Skellefteå AIK 4–5 (1–2, 2–1, 1–2) Publik: 0 Monitor ERP Arena - Linköping HC–IK Oskarshamn 4–2 (3–0, 0–1, 1–1) Publik: 0 Saab Arena - Leksands IF–Växjö Lakers HC 1–2 (1–1, 0–0, 0–1) Publik: 8 Tegera Arena - Färjestad BK–Frölunda HC 1–3 (1–0, 0–2, 0–1) Publik: 0 Löfbergs Arena 2021–01–19 - Luleå HF–Skellefteå AIK 2–3 (0–0, 1–0, 1–2, 0–0, 0–1) Publik: 0 Coop Norrbotten Arena - Frölunda HC–Linköping HC 1–2 (0–1, 1–1, 0–0) Publik: 0 Scandinavium - Brynäs IF–Örebro HK 2–0 (0–0, 1–0, 1–0) Publik: 0 Monitor ERP Arena - Rögle BK–Djurgårdens IF 2–3 (2–1, 0–1, 0–0, 0–0, 0–1) Publik: 8 Catena Arena 2021–01–21 - Djurgårdens IF–Rögle BK 3–5 (0–3, 0–1, 3–1) Publik: 0 Hovet, Johanneshov - Luleå HF–Växjö Lakers HC 0–2 (0–0, 0–0, 0–2) Publik: 0 Coop Norrbotten Arena - Skellefteå AIK–HV 71 4–2 (1–0, 1–2, 2–0) Publik: 0 Skellefteå Kraft Arena - Brynäs IF–IK Oskarshamn 3–1 (2–0, 1–1, 0–0) Publik: 0 Monitor ERP Arena - Frölunda HC–Leksands IF 4–5 (0–2, 1–1, 3–2) Publik: 0 Scandinavium 2021–01–23 - Leksands IF–Färjestad BK 2–3 (1–0, 0–1, 1–2) Publik: 8 Tegera Arena - Rögle BK–Luleå HF 2–1 (1–0, 0–0, 0–1, 1–0) Publik: 8 Catena Arena - Frölunda HC–Örebro HK 0–3 (0–0, 0–2, 0–1) Publik: 0 Scandinavium - Djurgårdens IF–Skellefteå AIK 0–2 (0–1, 0–0, 0–1) Publik: 0 Hovet, Johanneshov - Växjö Lakers HC–Brynäs IF 5–2 (1–0, 1–1, 3–1) Publik: 8 Vida Arena - Linköping HC–HV 71 0–1 (0–1, 0–0, 0–0) Publik: 0 Saab Arena 2021–01–26 - Brynäs IF–Linköping HC 3–5 (2–1, 1–2, 0–2) Publik: 0 Monitor ERP Arena - Djurgårdens IF–HV 71 4–5 (1–2, 2–2, 1–1) Publik: 0 Hovet, Johanneshov - Växjö Lakers HC–Örebro HK 6–2 (1–1, 1–1, 4–0) Publik: 8 Vida Arena 2021–01–28 - Skellefteå AIK–Linköping HC 6–0 (4–0, 1–0, 1–0) Publik: 0 Skellefteå Kraft Arena - Örebro HK–Luleå HF 4–1 (1–0, 2–1, 1–0) Publik: 0 Behrn Arena - Brynäs IF–Rögle BK 4–5 (1–1, 1–2, 2–1, 0–0, 0–1) Publik: 0 Monitor ERP Arena - Djurgårdens IF–Färjestad BK 0–3 (0–0, 0–2, 0–1) Publik: 0 Hovet, Johanneshov - HV 71–Växjö Lakers HC 2–4 (1–0, 1–3, 0–1) Publik: 0 Husqvarna Garden - IK Oskarshamn–Leksands IF 6–3 (2–1, 3–2, 1–0) Publik: 8 Be-Ge Hockey Center 2021–01–30 - Skellefteå AIK–Rögle BK 2–0 (0–0, 1–0, 1–0) Publik: 0 Skellefteå Kraft Arena - Leksands IF–Djurgårdens IF 3–2 (0–0, 2–0, 0–2, 0–0, 1–0) Publik: 8 Tegera Arena - Frölunda HC–Brynäs IF 7–3 (2–2, 2–1, 3–0) Publik: 0 Scandinavium - Linköping HC–IF Malmö Redhawks 6–3 (1–1, 3–0, 2–2) Publik: 0 Saab Arena - Luleå HF–HV 71 4–3 (2–0, 2–1, 0–2) Publik: 0 Coop Norrbotten Arena - Växjö Lakers HC–IK Oskarshamn 3–4 (2–1, 0–1, 1–1, 0–1) Publik: 8 Vida Arena - Färjestad BK–Örebro HK 4–3 (0–1, 2–0, 1–2, 0–0, 1–0) Publik: 0 Löfbergs Arena 2021–01–31 - Luleå HF–Skellefteå AIK 1–4 (1–1, 0–0, 0–3) Publik: 0 Coop Norrbotten Arena Februari 2021–02–02 - Leksands IF–Örebro HK 1–5 (1–4, 0–0, 0–1) Publik: 8 Tegera Arena - Rögle BK–IF Malmö Redhawks 1–2 (0–0, 0–1, 1–0, 0–0, 0–1) Publik: 8 Catena Arena - Linköping HC–Växjö Lakers HC 1–2 (0–0, 1–1, 0–0, 0–0, 0–1) Publik: 0 Saab Arena - IK Oskarshamn–Färjestad BK 1–4 (1–1, 0–2, 0–1) Publik: 8 Be-Ge Hockey Center 2021–02–03 - Brynäs IF–Luleå HF 1–5 (0–2, 1–1, 0–2) Publik: 0 Monitor ERP Arena 2021–02–04 - Skellefteå AIK–Djurgårdens IF 4–1 (0–1, 2–0, 2–0) Publik: 0 Skellefteå Kraft Arena - Örebro HK–Frölunda HC 3–6 (1–1, 0–1, 2–4) Publik: 0 Behrn Arena - Brynäs IF–Luleå HF 1–3 (0–1, 0–1, 1–1) Publik: 0 Monitor ERP Arena - Rögle BK–HV 71 6–7 (1–3, 4–2, 1–1, 0–1) Publik: 0 Catena Arena - Växjö Lakers HC–Leksands IF 2–3 (0–1, 2–1, 0–0, 0–1) Publik: 8 Vida Arena - Färjestad BK–IK Oskarshamn 3–2 (1–0, 0–2, 1–0, 1–0) Publik: 8 Löfbergs Arena - IF Malmö Redhawks–Linköping HC 3–2 (1–1, 1–0, 1–1) Publik: 0 Malmö Arena 2021–02–06 - Luleå HF–Rögle BK 2–3 (0–1, 1–1, 1–0, 0–0, 0–1) Publik: 0 Coop Norrbotten Arena - Djurgårdens IF–Växjö Lakers HC 2–3 (0–0, 1–1, 1–2) Publik: 0 Hovet, Johanneshov - Linköping HC–Färjestad BK 3–2 (0–1, 2–0, 1–1) Publik: 0 Saab Arena - IF Malmö Redhawks–Brynäs IF 0–3 (0–0, 0–1, 0–2) Publik: 0 Malmö Arena - HV 71–Örebro HK 4–1 (1–1, 2–0, 1–0) Publik: 0 Husqvarna Garden - Leksands IF–Frölunda HC 3–2 (0–0, 2–2, 1–0) Publik: 8 Tegera Arena - IK Oskarshamn–Skellefteå AIK 1–4 (1–1, 0–2, 0–1) Publik: 8 Be-Ge Hockey Center 2021–02–08 - HV 71–Brynäs IF 2–1 (0–1, 0–0, 1–0, 1–0) Publik: 0 Husqvarna Garden 2021–02–09 - Djurgårdens IF–IF Malmö Redhawks 4–3 (1–1, 1–1, 2–1) Publik: 0 Hovet, Johanneshov 2021–02–11 - Brynäs IF–IF Malmö Redhawks 2–0 (2–0, 0–0, 0–0) Publik: 0 Monitor ERP Arena 2021–02–16 - Luleå HF–Färjestad BK 3–2 (0–1, 1–1, 1–0, 1–0) Publik: 0 Coop Norrbotten Arena - Leksands IF–Linköping HC 2–0 (1–0, 1–0, 0–0) Publik: 8 Tegera Arena - Örebro HK–Skellefteå AIK 3–2 (0–1, 1–0, 2–1) Publik: 0 Behrn Arena - Rögle BK–Brynäs IF 6–3 (2–2, 1–1, 3–0) Publik: 8 Catena Arena - HV 71–Djurgårdens IF 1–3 (1–0, 0–1, 0–2) Publik: 0 Husqvarna Garden - IK Oskarshamn–Växjö Lakers HC 3–1 (0–0, 0–0, 3–1) Publik: 8 Be-Ge Hockey Center - Frölunda HC–IF Malmö Redhawks 2–3 (0–1, 2–1, 0–1) Publik: 0 Scandinavium 2021–02–18 - IK Oskarshamn–IF Malmö Redhawks 2–3 (1–1, 1–1, 0–1) Publik: 8 Be-Ge Hockey Center - Skellefteå AIK–Leksands IF 3–6 (0–0, 2–4, 1–2) Publik: 0 Skellefteå Kraft Arena - Brynäs IF–HV 71 2–1 (0–1, 1–0, 0–0, 1–0) Publik: 0 Monitor ERP Arena - Djurgårdens IF–Rögle BK 0–3 (0–0, 0–2, 0–1) Publik: 0 Hovet, Johanneshov - Färjestad BK–Luleå HF 3–2 (0–0, 1–1, 1–1, 1–0) Publik: 8 Löfbergs Arena - Linköping HC–Frölunda HC 2–0 (0–0, 1–0, 1–0) Publik: 0 Saab Arena 2021–02–20 - Frölunda HC–Rögle BK 0–4 (0–0, 0–3, 0–1) Publik: 0 Scandinavium - Skellefteå AIK–Brynäs IF 2–1 (0–0, 1–1, 0–0, 1–0) Publik: 0 Skellefteå Kraft Arena - Örebro HK–Leksands IF 1–2 (1–0, 0–0, 0–2) Publik: 0 Behrn Arena - Luleå HF–Djurgårdens IF 4–5 (1–1, 3–1, 0–3) Publik: 0 Coop Norrbotten Arena - Färjestad BK–HV 71 4–3 (1–1, 2–0, 0–2, 1–0) Publik: 8 Löfbergs Arena - IK Oskarshamn–Linköping HC 4–1 (0–0, 3–1, 1–0) Publik: 8 Be-Ge Hockey Center 2021–02–23 - Örebro HK–Djurgårdens IF 1–0 (1–0, 0–0, 0–0) Publik: 0 Behrn Arena - Rögle BK–Färjestad BK 0–4 (0–3, 0–0, 0–1) Publik: 8 Catena Arena - Linköping HC–Skellefteå AIK 2–5 (0–2, 2–1, 0–2) Publik: 0 Saab Arena 2021–02–25 - Luleå HF–Frölunda HC 3–4 (1–0, 2–1, 0–3) Publik: 0 Coop Norrbotten Arena - Örebro HK–Rögle BK 5–2 (2–1, 2–1, 1–0) Publik: 0 Behrn Arena - Växjö Lakers HC–Linköping HC 2–1 (0–0, 0–0, 1–1, 1–0) Publik: 8 Vida Arena - Färjestad BK–Leksands IF 5–3 (1–2, 3–1, 1–0) Publik: 8 Löfbergs Arena - HV 71–Skellefteå AIK 0–2 (0–0, 0–1, 0–1) Publik: 0 Husqvarna Garden - IF Malmö Redhawks–Djurgårdens IF 3–1 (0–0, 0–1, 3–0) Publik: 0 Malmö Arena 2021–02–27 - IF Malmö Redhawks–HV 71 3–2 (2–1, 1–0, 0–1) Publik: 0 Malmö Arena - Frölunda HC–Djurgårdens IF 2–3 (1–1, 1–1, 0–0, 0–1) Publik: 0 Scandinavium - Växjö Lakers HC–Luleå HF 3–2 (0–0, 2–1, 1–1) Publik: 8 Vida Arena - Linköping HC–Örebro HK 4–2 (1–0, 2–1, 1–1) Publik: 0 Saab Arena - Rögle BK–Skellefteå AIK 4–2 (0–1, 2–1, 2–0) Publik: 8 Catena Arena 2021–02–28 - IF Malmö Redhawks–Luleå HF 5–3 (1–0, 3–1, 1–2) Publik: 0 Malmö Arena Mars 2021–03–02 - IF Malmö Redhawks–Frölunda HC 4–0 (0–0, 2–0, 2–0) Publik: 0 Malmö Arena 2021–03–04 - Färjestad BK–Linköping HC 2–5 (0–2, 2–0, 0–3) Publik: 8 Löfbergs Arena 2021–03–05 - Örebro HK–Brynäs IF 3–2 (2–0, 0–0, 0–2, 1–0) Publik: 0 Behrn Arena 2021–03–06 - IF Malmö Redhawks–Färjestad BK 4–3 (1–1, 0–0, 2–2, 0–0, 1–0) Publik: 0 Malmö Arena 2021–03–07 - Brynäs IF–Leksands IF 5–6 (1–2, 2–2, 2–2) Publik: 0 Monitor ERP Arena 2021–03–09 - Skellefteå AIK–Luleå HF 2–1 (0–0, 0–1, 1–0, 1–0) Publik: 0 Skellefteå Kraft Arena - Brynäs IF–Linköping HC 2–4 (0–0, 2–1, 0–3) Publik: 0 Monitor ERP Arena - Djurgårdens IF–Leksands IF 4–5 (3–2, 1–1, 0–1, 0–1) Publik: 0 Hovet, Johanneshov - Rögle BK–IK Oskarshamn 5–1 (1–1, 2–0, 2–0) Publik: 8 Catena Arena - Färjestad BK–Växjö Lakers HC 2–3 (1–0, 0–2, 1–1) Publik: 8 Löfbergs Arena - HV 71–Frölunda HC 1–3 (0–1, 0–1, 1–1) Publik: 0 Husqvarna Garden 2021–03–11 - Luleå HF–Örebro HK 0–3 (0–2, 0–0, 0–1) Publik: 0 Coop Norrbotten Arena - Leksands IF–Brynäs IF 4–0 (2–0, 0–0, 2–0) Publik: 8 Tegera Arena - Växjö Lakers HC–HV 71 2–1 (0–0, 0–1, 2–0) Publik: 8 Vida Arena - Linköping HC–Rögle BK 5–3 (1–0, 3–1, 1–2) Publik: 0 Saab Arena - IK Oskarshamn–Djurgårdens IF 4–2 (2–1, 1–0, 1–1) Publik: 8 Be-Ge Hockey Center - Frölunda HC–Skellefteå AIK 3–4 (1–1, 1–0, 1–3) Publik: 0 Scandinavium 2021–03–13 - Brynäs IF–Frölunda HC 3–0 (1–0, 2–0, 0–0) Publik: 0 Monitor ERP Arena - Örebro HK–IK Oskarshamn 7–1 (3–0, 3–0, 1–1) Publik: 0 Behrn Arena 2021–03–14 - IK Oskarshamn–Örebro HK 5–1 (1–0, 3–1, 1–0) Publik: 8 Be-Ge Hockey Center 2021–03–16 - Frölunda HC–IK Oskarshamn 3–1 (0–1, 0–0, 3–0) Publik: 0 Scandinavium - Brynäs IF–Örebro HK 3–1 (0–0, 1–0, 2–1) Publik: 0 Monitor ERP Arena 2021–03–18 - Leksands IF–IK Oskarshamn 3–2 (2–1, 0–0, 1–1) Publik: 8 Tegera Arena - Djurgårdens IF–Brynäs IF 4–1 (0–0, 3–0, 1–1) Publik: 0 Hovet, Johanneshov 2021–03–19 - IF Malmö Redhawks–Rögle BK 2–1 (0–0, 1–0, 0–1, 0–0, 1–0) Publik: 8 Malmö Arena 2021–03–20 - Brynäs IF–HV 71 2–1 (0–0, 0–1, 1–0, 1–0) Publik: 0 Monitor ERP Arena - Skellefteå AIK–IK Oskarshamn 3–1 (0–0, 1–0, 2–1) Publik: 0 Skellefteå Kraft Arena - Leksands IF–Luleå HF 2–1 (1–0, 1–0, 0–1) Publik: 8 Tegera Arena 2021–03–22 - IF Malmö Redhawks–IK Oskarshamn 2–3 (0–0, 1–1, 1–1, 0–1) Publik: 0 Malmö Arena 2021–03–23 - HV 71–Leksands IF 0–6 (0–1, 0–1, 0–4) Publik: 0 Husqvarna Garden 2021–03–24 - Luleå HF–IF Malmö Redhawks 3–0 (1–0, 1–0, 1–0) Publik: 0 Coop Norrbotten Arena 2021–03–25 - Djurgårdens IF–Linköping HC 2–3 (0–0, 1–2, 1–1) Publik: 0 Hovet, Johanneshov - Rögle BK–Leksands IF 1–3 (1–2, 0–1, 0–0) Publik: 8 Catena Arena - IK Oskarshamn–HV 71 7–0 (1–0, 4–0, 2–0) Publik: 8 Be-Ge Hockey Center 2021–03–26 - Skellefteå AIK–IF Malmö Redhawks 6–1 (1–0, 3–0, 2–1) Publik: 0 Skellefteå Kraft Arena 2021–03–27 - Djurgårdens IF–Färjestad BK 3–5 (0–1, 2–1, 1–3) Publik: 0 Hovet, Johanneshov - HV 71–Luleå HF 2–3 (0–2, 2–1, 0–0) Publik: 0 Husqvarna Garden - Rögle BK–Växjö Lakers HC 4–1 (2–0, 1–1, 1–0) Publik: 8 Catena Arena 2021–03–28 - Örebro HK–IF Malmö Redhawks 3–2 (2–0, 0–1, 1–1) Publik: 0 Behrn Arena 2021–03–29 - Leksands IF–IF Malmö Redhawks 4–1 (2–1, 1–0, 1–0) Publik: 8 Tegera Arena - Linköping HC–Luleå HF 1–7 (0–0, 1–6, 0–1) Publik: 0 Saab Arena - Växjö Lakers HC–Frölunda HC 3–2 (1–1, 1–0, 1–1) Publik: 8 Vida Arena - Färjestad BK–Skellefteå AIK 4–3 (1–0, 1–0, 1–3, 1–0) Publik: 0 Löfbergs Arena 2021–03–31 - Färjestad BK–IF Malmö Redhawks 1–2 (0–1, 0–1, 1–0) Publik: 0 Löfbergs Arena - Brynäs IF–Växjö Lakers HC 1–5 (0–1, 0–3, 1–1) Publik: 0 Monitor ERP Arena April 2021–04–01 - Brynäs IF–Färjestad BK 1–4 (0–0, 1–1, 0–3) Publik: 0 Monitor ERP Arena 2021–04–02 - Frölunda HC–Växjö Lakers HC 2–1 (1–0, 1–0, 0–1) Publik: 0 Scandinavium 2021–04–03 - IF Malmö Redhawks–Växjö Lakers HC 3–5 (1–0, 1–2, 1–3) Publik: 0 Malmö Arena - IK Oskarshamn–Brynäs IF 4–3 (1–1, 3–2, 0–0) Publik: 8 Be-Ge Hockey Center - Örebro HK–Färjestad BK 2–3 (0–1, 0–1, 2–1) Publik: 0 Behrn Arena - HV 71–Linköping HC 5–3 (2–0, 1–1, 2–2) Publik: 0 Husqvarna Garden \| 1. 2. | |
| 2020–09–19 - Leksands IF–Skellefteå AIK 4–5 (1–2, 0–2, 3–0, 0–1) Publik: 50 Tegera Arena - Frölunda HC–HV 71 3–0 (2–0, 1–0, 0–0) Publik: 50 Scandinavium - Luleå HF–Färjestad BK 4–2 (2–0, 1–0, 1–2) Publik: 50 Coop Norrbotten Arena - Rögle BK–Linköping HC 6–4 (1–1, 3–1, 2–2) Publik: 50 Catena Arena 2020–09–22 - IF Malmö Redhawks–Leksands IF 3–5 (1–3, 1–1, 1–1) Publik: 50 Malmö Arena 2020–09–24 - Örebro HK–HV 71 5–4 (2–1, 1–3, 2–0) Publik: 50 Behrn Arena - Brynäs IF–IK Oskarshamn 2–5 (1–2, 0–3, 1–0) Publik: 50 Monitor ERP Arena - Växjö Lakers HC–Färjestad BK 2–3 (0–1, 1–1, 1–0, 0–0, 0–1) Publik: 50 Vida Arena 2020–09–26 - Linköping HC–Växjö Lakers HC 1–2 (1–1, 0–0, 0–0, 0–0, 0–1) Publik: 50 Saab Arena - IK Oskarshamn–Luleå HF 2–5 (1–1, 1–2, 0–2) Publik: 50 Be-Ge Hockey Center - Skellefteå AIK–Örebro HK 1–4 (0–1, 0–2, 1–1) Publik: 50 Skellefteå Kraft Arena - Färjestad BK–Brynäs IF 3–5 (2–2, 1–1, 0–2) Publik: 50 Löfbergs Arena - HV 71–Rögle BK 2–3 (0–1, 1–1, 1–1) Publik: 50 Husqvarna Garden 2020–09–27 - Djurgårdens IF–Frölunda HC 0–2 (0–0, 0–1, 0–1) Publik: 0 Hovet, Johanneshov 2020–10–01 - Leksands IF–Örebro HK 3–5 (2–1, 0–2, 1–2) Publik: 50 Tegera Arena - Luleå HF–HV 71 5–4 (2–1, 3–1, 0–2) Publik: 50 Coop Norrbotten Arena - Skellefteå AIK–Frölunda HC 3–1 (2–1, 1–0, 0–0) Publik: 50 Skellefteå Kraft Arena - Djurgårdens IF–IF Malmö Redhawks 3–0 (0–0, 1–0, 2–0) Publik: 0 Hovet, Johanneshov - Växjö Lakers HC–Rögle BK 2–1 (0–1, 1–0, 1–0) Publik: 50 Vida Arena - Linköping HC–Brynäs IF 5–4 (2–1, 0–3, 2–0, 1–0) Publik: 50 Saab Arena - IK Oskarshamn–Färjestad BK 4–2 (3–1, 1–0, 0–1) Publik: 50 Be-Ge Hockey Center 2020–10–03 - Luleå HF–Växjö Lakers HC 2–1 (0–0, 1–0, 1–1) Publik: 50 Coop Norrbotten Arena - Brynäs IF–Skellefteå AIK 3–2 (1–2, 1–0, 1–0) Publik: 50 Monitor ERP Arena - Rögle BK–Djurgårdens IF 5–3 (2–0, 2–1, 1–2) Publik: 50 Catena Arena - Färjestad BK–IF Malmö Redhawks 2–4 (0–0, 0–3, 2–1) Publik: 50 Löfbergs Arena - HV 71–IK Oskarshamn 6–3 (0–2, 3–1, 3–0) Publik: 0 Husqvarna Garden - Örebro HK–Linköping HC 6–4 (1–0, 3–1, 2–3) Publik: 200 Behrn Arena - Frölunda HC–Leksands IF 4–2 (1–1, 2–1, 1–0) Publik: 0 Scandinavium 2020–10–08 - Skellefteå AIK–HV 71 4–2 (1–0, 1–1, 2–1) Publik: 50 Skellefteå Kraft Arena - Leksands IF–Växjö Lakers HC 0–2 (0–0, 0–2, 0–0) Publik: 50 Tegera Arena - Djurgårdens IF–Luleå HF 3–2 (1–0, 1–2, 0–0, 1–0) Publik: 50 Hovet, Johanneshov - Färjestad BK–Linköping HC 5–4 (3–2, 0–0, 2–2) Publik: 50 Löfbergs Arena - IK Oskarshamn–Rögle BK 2–3 (1–1, 1–1, 0–1) Publik: 50 Be-Ge Hockey Center - IF Malmö Redhawks–Örebro HK 2–1 (1–1, 1–0, 0–0) Publik: 0 Malmö Arena - Frölunda HC–Brynäs IF 3–0 (0–0, 1–0, 2–0) Publik: 0 Scandinavium 2020–10–10 - Luleå HF–Brynäs IF 2–3 (0–1, 1–0, 1–1, 0–0, 0–1) Publik: 50 Coop Norrbotten Arena - Djurgårdens IF–IK Oskarshamn 3–4 (1–1, 0–2, 2–1) Publik: 50 Hovet, Johanneshov - Rögle BK–Örebro HK 3–1 (2–0, 1–0, 0–1) Publik: 50 Catena Arena - Växjö Lakers HC–Skellefteå AIK 1–3 (1–0, 0–0, 0–3) Publik: 50 Vida Arena - Linköping HC–Leksands IF 1–4 (0–1, 1–1, 0–2) Publik: 50 Saab Arena - HV 71–Färjestad BK 2–3 (2–2, 0–0, 0–0, 0–1) Publik: 50 Husqvarna Garden 2020–10–12 - Frölunda HC–Skellefteå AIK 3–2 (1–0, 1–1, 0–1, 0–0, 1–0) Publik: 50 Scandinavium 2020–10–15 - Skellefteå AIK–Färjestad BK 1–0 (0–0, 1–0, 0–0) Publik: 50 Skellefteå Kraft Arena - Örebro HK–Luleå HF 1–2 (1–1, 0–0, 0–0, 0–0, 0–1) Publik: 200 Behrn Arena - Brynäs IF–Rögle BK 2–1 (0–1, 2–0, 0–0) Publik: 50 Monitor ERP Arena - Linköping HC–Djurgårdens IF 5–4 (2–2, 2–1, 1–1) Publik: 50 Saab Arena - HV 71–IF Malmö Redhawks 5–2 (1–1, 2–0, 2–1) Publik: 50 Husqvarna Garden - IK Oskarshamn–Leksands IF 5–2 (0–1, 3–1, 2–0) Publik: 50 Be-Ge Hockey Center - Frölunda HC–Växjö Lakers HC 3–2 (2–1, 1–1, 0–0) Publik: 0 Scandinavium 2020–10–17 - Växjö Lakers HC–Brynäs IF 5–1 (0–0, 1–1, 4–0) Publik: 50 Vida Arena - IK Oskarshamn–Örebro HK 2–3 (1–2, 0–0, 1–1) Publik: 50 Be-Ge Hockey Center - IF Malmö Redhawks–Luleå HF 2–4 (0–3, 0–0, 2–1) Publik: 0 Malmö Arena - Leksands IF–Rögle BK 3–2 (1–1, 1–1, 0–0, 1–0) Publik: 50 Tegera Arena - Skellefteå AIK–Linköping HC 3–2 (0–2, 2–0, 1–0) Publik: 50 Skellefteå Kraft Arena - Djurgårdens IF–HV 71 6–3 (1–0, 1–3, 4–0) Publik: 50 Hovet, Johanneshov - Färjestad BK–Frölunda HC 3–0 (1–0, 0–0, 2–0) Publik: 50 Löfbergs Arena 2020–10–20 - Leksands IF–Djurgårdens IF 3–2 (0–1, 0–1, 2–0, 1–0) Publik: 50 Tegera Arena - IF Malmö Redhawks–Frölunda HC 2–6 (0–2, 1–1, 1–3) Publik: 50 Malmö Arena 2020–10–22 - Luleå HF–Leksands IF 5–2 (2–0, 1–1, 2–1) Publik: 50 Coop Norrbotten Arena - Rögle BK–Frölunda HC 5–4 (1–1, 2–2, 2–1) Publik: 50 Catena Arena - Färjestad BK–Örebro HK 7–3 (2–2, 3–1, 2–0) Publik: 50 Löfbergs Arena - HV 71–Brynäs IF 6–4 (3–1, 1–1, 2–2) Publik: 50 Husqvarna Garden - Växjö Lakers HC–IF Malmö Redhawks 4–3 (0–0, 2–2, 2–1) Publik: 50 Vida Arena 2020–10–24 - Skellefteå AIK–Rögle BK 4–5 (3–3, 1–1, 0–1) Publik: 50 Skellefteå Kraft Arena - Leksands IF–Färjestad BK 3–2 (0–0, 1–1, 1–1, 1–0) Publik: 50 Tegera Arena - Frölunda HC–Luleå HF 4–1 (0–0, 3–0, 1–1) Publik: 0 Scandinavium - IK Oskarshamn–IF Malmö Redhawks 4–1 (0–0, 2–1, 2–0) Publik: 50 Be-Ge Hockey Center - Örebro HK–Växjö Lakers HC 4–3 (1–2, 1–0, 1–1, 1–0) Publik: 50 Behrn Arena 2020–10–27 - Leksands IF–HV 71 1–3 (0–1, 1–1, 0–1) Publik: 50 Tegera Arena - Örebro HK–Brynäs IF 3–0 (3–0, 0–0, 0–0) Publik: 50 Behrn Arena - Färjestad BK–Rögle BK 2–5 (0–3, 2–0, 0–2) Publik: 50 Löfbergs Arena - IK Oskarshamn–Frölunda HC 3–2 (1–0, 2–1, 0–1) Publik: 50 Be-Ge Hockey Center - IF Malmö Redhawks–Skellefteå AIK 3–2 (1–1, 0–1, 1–0, 1–0) Publik: 50 Malmö Arena 2020–10–29 - Skellefteå AIK–IK Oskarshamn 1–3 (0–0, 0–0, 1–3) Publik: 50 Skellefteå Kraft Arena - HV 71–Växjö Lakers HC 3–2 (0–1, 1–0, 1–1, 1–0) Publik: 50 Husqvarna Garden - Frölunda HC–Örebro HK 3–1 (1–1, 1–0, 1–0) Publik: 50 Scandinavium 2020–10–31 - Örebro HK–Skellefteå AIK 3–2 (1–0, 2–1, 0–1) Publik: 50 Behrn Arena - IF Malmö Redhawks–Färjestad BK 2–3 (0–2, 2–0, 0–1) Publik: 0 Malmö Arena - Växjö Lakers HC–HV 71 6–3 (1–0, 4–1, 1–2) Publik: 50 Vida Arena 2020–11–10 - Luleå HF–Frölunda HC 0–2 (0–1, 0–1, 0–0) Publik: 300 Coop Norrbotten Arena - Växjö Lakers HC–Örebro HK 3–2 (1–1, 1–1, 0–0, 1–0) Publik: 50 Vida Arena - Färjestad BK–Leksands IF 3–2 (0–1, 0–0, 2–1, 1–0) Publik: 50 Löfbergs Arena - Linköping HC–Skellefteå AIK 2–1 (0–1, 0–0, 2–0) Publik: 50 Saab Arena - IK Oskarshamn–Djurgårdens IF 4–2 (0–1, 0–0, 4–1) Publik: 50 Be-Ge Hockey Center - IF Malmö Redhawks–Rögle BK 0–2 (0–0, 0–1, 0–1) Publik: 50 Malmö Arena 2020–11–12 - Skellefteå AIK–Växjö Lakers HC 4–2 (2–1, 0–0, 2–1) Publik: 50 Skellefteå Kraft Arena - Leksands IF–IK Oskarshamn 4–2 (3–0, 0–1, 1–1) Publik: 0 Tegera Arena - Örebro HK–IF Malmö Redhawks 6–2 (1–1, 3–0, 2–1) Publik: 50 Behrn Arena - Djurgårdens IF–Linköping HC 6–2 (2–0, 3–2, 1–0) Publik: 0 Hovet, Johanneshov - Rögle BK–Brynäs IF 4–1 (1–0, 1–1, 2–0) Publik: 50 Catena Arena - Frölunda HC–Färjestad BK 4–3 (3–1, 1–2, 0–0) Publik: 0 Scandinavium 2020–11–14 - Växjö Lakers HC–Luleå HF 3–2 (1–1, 1–0, 1–1) Publik: 50 Vida Arena - IK Oskarshamn–Skellefteå AIK 2–3 (1–1, 1–1, 0–0, 0–1) Publik: 50 Be-Ge Hockey Center - IF Malmö Redhawks–Brynäs IF 7–2 (4–0, 0–2, 3–0) Publik: 50 Malmö Arena - Örebro HK–Rögle BK 6–5 (2–0, 1–3, 2–2, 1–0) Publik: 50 Behrn Arena - Färjestad BK–Djurgårdens IF 5–0 (3–0, 1–0, 1–0) Publik: 50 Löfbergs Arena - Linköping HC–Frölunda HC 1–3 (0–2, 1–0, 0–1) Publik: 50 Saab Arena 2020–11–16 - Djurgårdens IF–Skellefteå AIK 3–2 (2–0, 0–0, 0–2, 1–0) Publik: 50 Hovet, Johanneshov - Leksands IF–Frölunda HC 4–0 (2–0, 0–0, 2–0) Publik: 50 Tegera Arena 2020–11–17 - IK Oskarshamn–Linköping HC 3–6 (0–0, 1–2, 2–4) Publik: 0 Be-Ge Hockey Center 2020–11–19 - Luleå HF–Örebro HK 4–3 (2–0, 1–1, 0–2, 1–0) Publik: 0 Coop Norrbotten Arena - Skellefteå AIK–Djurgårdens IF 3–1 (2–1, 0–0, 1–0) Publik: 0 Skellefteå Kraft Arena - Leksands IF–Linköping HC 1–2 (0–1, 1–0, 0–0, 0–1) Publik: 50 Tegera Arena - Brynäs IF–Växjö Lakers HC 1–3 (0–2, 0–0, 1–1) Publik: 0 Monitor ERP Arena - Frölunda HC–IK Oskarshamn 4–1 (1–0, 1–0, 2–1) Publik: 0 Scandinavium 2020–11–21 - Brynäs IF–Frölunda HC 7–1 (1–1, 2–0, 4–0) Publik: 0 Monitor ERP Arena - Djurgårdens IF–Växjö Lakers HC 3–2 (1–0, 0–1, 2–1) Publik: 0 Hovet, Johanneshov - Linköping HC–Luleå HF 2–3 (0–1, 2–2, 0–0) Publik: 0 Saab Arena - Skellefteå AIK–IF Malmö Redhawks 3–4 (1–3, 2–0, 0–1) Publik: 0 Skellefteå Kraft Arena - Örebro HK–IK Oskarshamn 2–1 (0–1, 1–0, 1–0) Publik: 50 Behrn Arena - Färjestad BK–HV 71 3–2 (0–1, 2–0, 1–1) Publik: 50 Löfbergs Arena 2020–11–22 - Färjestad BK–Luleå HF 1–4 (0–1, 1–1, 0–2) Publik: 50 Löfbergs Arena 2020–11–24 - Djurgårdens IF–Brynäs IF 4–1 (3–0, 1–1, 0–0) Publik: 0 Hovet, Johanneshov - HV 71–Luleå HF 5–1 (1–0, 3–1, 1–0) Publik: 0 Husqvarna Garden 2020–11–26 - Växjö Lakers HC–IF Malmö Redhawks 3–0 (1–0, 1–0, 1–0) Publik: 8 Vida Arena - HV 71–Linköping HC 2–3 (0–1, 1–1, 1–0, 0–0, 0–1) Publik: 0 Husqvarna Garden 2020–11–28 - Leksands IF–IF Malmö Redhawks 4–3 (0–2, 1–0, 3–1) Publik: 8 Tegera Arena - HV 71–Skellefteå AIK 2–3 (1–1, 1–1, 0–1) Publik: 0 Husqvarna Garden - Frölunda HC–Djurgårdens IF 2–3 (0–1, 1–1, 1–1) Publik: 0 Scandinavium - Brynäs IF–Färjestad BK 4–6 (0–1, 2–3, 2–2) Publik: 0 Monitor ERP Arena 2020–12–01 - Skellefteå AIK–Luleå HF 0–4 (0–1, 0–1, 0–2) Publik: 8 Skellefteå Kraft Arena - Djurgårdens IF–Leksands IF 3–0 (1–0, 2–0, 0–0) Publik: 0 Hovet, Johanneshov - Rögle BK–HV 71 4–0 (0–0, 4–0, 0–0) Publik: 8 Catena Arena - Växjö Lakers HC–Frölunda HC 8–0 (1–0, 5–0, 2–0) Publik: 8 Vida Arena - IF Malmö Redhawks–Linköping HC 3–4 (2–0, 1–1, 0–2, 0–1) Publik: 0 Malmö Arena 2020–12–03 - Luleå HF–IF Malmö Redhawks 5–3 (1–0, 3–2, 1–1) Publik: 0 Coop Norrbotten Arena - Leksands IF–Brynäs IF 3–1 (1–0, 2–0, 0–1) Publik: 8 Tegera Arena - Färjestad BK–Skellefteå AIK 4–3 (1–0, 2–1, 0–2, 0–0, 1–0) Publik: 0 Löfbergs Arena - Linköping HC–Rögle BK 2–1 (1–0, 1–0, 0–1) Publik: 0 Saab Arena - HV 71–Djurgårdens IF 5–1 (2–0, 1–0, 2–1) Publik: 0 Husqvarna Garden 2020–12–05 - Skellefteå AIK–Brynäs IF 6–5 (1–1, 2–1, 2–3, 1–0) Publik: 8 Skellefteå Kraft Arena - Frölunda HC–Rögle BK 3–2 (0–1, 1–1, 2–0) Publik: 0 Scandinavium - Växjö Lakers HC–Linköping HC 3–0 (0–0, 2–0, 1–0) Publik: 8 Vida Arena - Leksands IF–Luleå HF 6–3 (2–1, 1–1, 3–1) Publik: 0 Tegera Arena - IK Oskarshamn–HV 71 1–2 (0–1, 0–0, 1–1) Publik: 0 Be-Ge Hockey Center - IF Malmö Redhawks–Djurgårdens IF 1–3 (1–1, 0–0, 0–2) Publik: 0 Malmö Arena 2020–12–06 - Rögle BK–Växjö Lakers HC 4–2 (2–0, 1–0, 1–2) Publik: 8 Catena Arena 2020–12–08 - Växjö Lakers HC–IK Oskarshamn 4–3 (1–0, 3–2, 0–1) Publik: 8 Vida Arena - Linköping HC–HV 71 2–0 (0–0, 0–0, 2–0) Publik: 0 Saab Arena - Luleå HF–Rögle BK 0–5 (0–1, 0–3, 0–1) Publik: 0 Coop Norrbotten Arena - Örebro HK–Leksands IF 1–0 (0–0, 0–0, 0–0, 1–0) Publik: 50 Behrn Arena - IF Malmö Redhawks–Skellefteå AIK 0–3 (0–0, 0–2, 0–1) Publik: 0 Malmö Arena 2020–12–10 - Djurgårdens IF–Örebro HK 5–2 (1–0, 2–1, 2–1) Publik: 0 Hovet, Johanneshov - Rögle BK–Skellefteå AIK 5–2 (1–0, 3–1, 1–1) Publik: 8 Catena Arena - Växjö Lakers HC–Leksands IF 4–3 (2–1, 0–2, 2–0) Publik: 8 Vida Arena - Linköping HC–Färjestad BK 1–5 (0–2, 1–1, 0–2) Publik: 0 Saab Arena - HV 71–Frölunda HC 2–3 (2–0, 0–3, 0–0) Publik: 0 Husqvarna Garden - IF Malmö Redhawks–IK Oskarshamn 4–0 (0–0, 2–0, 2–0) Publik: 0 Malmö Arena 2020–12–12 - Färjestad BK–Växjö Lakers HC 4–2 (0–0, 3–1, 1–1) Publik: 0 Löfbergs Arena - HV 71–Örebro HK 2–4 (0–1, 1–2, 1–1) Publik: 0 Husqvarna Garden - Frölunda HC–IF Malmö Redhawks 2–3 (1–0, 0–2, 1–1) Publik: 0 Scandinavium - Luleå HF–Djurgårdens IF 3–2 (2–0, 1–1, 0–1) Publik: 0 Coop Norrbotten Arena - Skellefteå AIK–Leksands IF 1–3 (0–1, 1–2, 0–0) Publik: 50 Skellefteå Kraft Arena - Rögle BK–IK Oskarshamn 2–1 (0–0, 2–0, 0–1) Publik: 8 Catena Arena 2020–12–13 - Örebro HK–Färjestad BK 5–2 (2–0, 2–2, 1–0) Publik: 0 Behrn Arena 2020–12–15 - Linköping HC–IK Oskarshamn 6–3 (4–0, 0–1, 2–2) Publik: 0 Saab Arena - Rögle BK–Färjestad BK 3–4 (0–0, 2–3, 1–0, 0–0, 0–1) Publik: 8 Catena Arena - IF Malmö Redhawks–HV 71 2–1 (1–0, 1–1, 0–0) Publik: 0 Malmö Arena - Djurgårdens IF–Frölunda HC 5–1 (1–0, 2–1, 2–0) Publik: 0 Hovet, Johanneshov 2020–12–17 - Luleå HF–IK Oskarshamn 5–4 (2–2, 1–2, 1–0, 1–0) Publik: 0 Coop Norrbotten Arena - Rögle BK–IF Malmö Redhawks 2–3 (1–1, 1–1, 0–1) Publik: 0 Catena Arena - Örebro HK–Frölunda HC 1–6 (0–1, 1–2, 0–3) Publik: 50 Behrn Arena 2020–12–19 - IK Oskarshamn–Luleå HF 2–5 (1–0, 1–4, 0–1) Publik: 0 Be-Ge Hockey Center 2020–12–21 - IK Oskarshamn–Växjö Lakers HC 2–3 (0–0, 2–0, 0–2, 0–0, 0–1) Publik: 0 Be-Ge Hockey Center 2020–12–26 - Leksands IF–Rögle BK 1–3 (0–1, 1–2, 0–0) Publik: 0 Tegera Arena - Färjestad BK–Djurgårdens IF 5–2 (1–0, 1–0, 3–2) Publik: 0 Löfbergs Arena - Frölunda HC–Linköping HC 4–3 (1–1, 1–1, 2–1) Publik: 0 Scandinavium - Örebro HK–Växjö Lakers HC 6–2 (2–1, 1–0, 3–1) Publik: 0 Behrn Arena 2020–12–28 - Luleå HF–Leksands IF 3–0 (0–0, 0–0, 3–0) Publik: 0 Coop Norrbotten Arena - Skellefteå AIK–Örebro HK 4–1 (2–1, 1–0, 1–0) Publik: 0 Skellefteå Kraft Arena - Brynäs IF–IF Malmö Redhawks 5–2 (2–0, 0–1, 3–1) Publik: 0 Monitor ERP Arena - Rögle BK–Frölunda HC 1–3 (1–1, 0–1, 0–1) Publik: 8 Catena Arena - Växjö Lakers HC–Färjestad BK 4–1 (1–0, 1–1, 2–0) Publik: 8 Vida Arena - Linköping HC–Djurgårdens IF 1–5 (1–2, 0–1, 0–2) Publik: 0 Saab Arena - HV 71–IK Oskarshamn 3–2 (1–0, 1–2, 0–0, 1–0) Publik: 0 Husqvarna Garden 2020–12–30 - IF Malmö Redhawks–Växjö Lakers HC 2–6 (1–1, 0–3, 1–2) Publik: 0 Malmö Arena - Färjestad BK–Brynäs IF 2–3 (0–1, 1–1, 1–0, 0–1) Publik: 0 Löfbergs Arena - Leksands IF–Skellefteå AIK 5–3 (1–2, 0–0, 4–1) Publik: 8 Tegera Arena - Djurgårdens IF–Luleå HF 5–3 (1–0, 1–2, 3–1) Publik: 0 Hovet, Johanneshov - IK Oskarshamn–Rögle BK 1–3 (0–2, 0–1, 1–0) Publik: 0 Be-Ge Hockey Center - Frölunda HC–HV 71 4–1 (1–0, 1–0, 2–1) Publik: 0 Scandinavium - Örebro HK–Linköping HC 3–2 (1–0, 2–0, 0–2) Publik: 0 Behrn Arena 2021–01–02 - Luleå HF–Linköping HC 5–2 (2–1, 3–0, 0–1) Publik: 0 Coop Norrbotten Arena - Brynäs IF–Leksands IF 4–5 (3–2, 1–2, 0–0, 0–0, 0–1) Publik: 0 Monitor ERP Arena - Rögle BK–Örebro HK 4–0 (0–0, 2–0, 2–0) Publik: 8 Catena Arena - Växjö Lakers HC–Djurgårdens IF 2–3 (0–2, 1–0, 1–0, 0–1) Publik: 8 Vida Arena - HV 71–IF Malmö Redhawks 1–4 (0–1, 1–1, 0–2) Publik: 0 Husqvarna Garden - Skellefteå AIK–Färjestad BK 3–2 (0–0, 2–1, 0–1, 1–0) Publik: 0 Skellefteå Kraft Arena 2021–01–03 - IK Oskarshamn–Frölunda HC 2–5 (0–1, 1–1, 1–3) Publik: 0 Be-Ge Hockey Center | 2021–01–04 - Linköping HC–IF Malmö Redhawks 1–3 (0–1, 1–1, 0–1) Publik: 0 Saab Arena - Växjö Lakers HC–Djurgårdens IF 2–1 (0–1, 1–0, 0–0, 1–0) Publik: 8 Vida Arena - HV 71–Leksands IF 2–4 (1–1, 0–1, 1–2) Publik: 0 Husqvarna Garden 2021–01–05 - Rögle BK–Luleå HF 2–1 (0–1, 1–0, 0–0, 0–0, 1–0) Publik: 8 Catena Arena - IK Oskarshamn–Brynäs IF 6–1 (2–1, 2–0, 2–0) Publik: 8 Be-Ge Hockey Center 2021–01–06 - Linköping HC–Örebro HK 4–7 (2–4, 0–1, 2–2) Publik: 0 Saab Arena 2021–01–07 - Leksands IF–HV 71 3–4 (1–1, 1–2, 1–0, 0–0, 0–1) Publik: 8 Tegera Arena - Djurgårdens IF–IK Oskarshamn 3–4 (0–2, 1–1, 2–1) Publik: 0 Hovet, Johanneshov - Växjö Lakers HC–Skellefteå AIK 2–0 (0–0, 2–0, 0–0) Publik: 8 Vida Arena - Färjestad BK–Rögle BK 5–4 (0–1, 1–1, 3–2, 1–0) Publik: 0 Löfbergs Arena - Linköping HC–Brynäs IF 2–4 (2–1, 0–2, 0–1) Publik: 0 Saab Arena - IF Malmö Redhawks–Örebro HK 4–1 (0–1, 0–0, 4–0) Publik: 0 Malmö Arena - Frölunda HC–Luleå HF 0–3 (0–2, 0–0, 0–1) Publik: 0 Scandinavium 2021–01–09 - Luleå HF–IK Oskarshamn 7–3 (3–1, 2–0, 2–2) Publik: 0 Coop Norrbotten Arena - Brynäs IF–Djurgårdens IF 6–1 (3–0, 2–1, 1–0) Publik: 0 Monitor ERP Arena - IF Malmö Redhawks–Leksands IF 0–1 (0–0, 0–0, 0–1) Publik: 0 Malmö Arena - Frölunda HC–Färjestad BK 3–0 (2–0, 1–0, 0–0) Publik: 0 Scandinavium - Rögle BK–Linköping HC 3–1 (0–1, 0–0, 3–0) Publik: 8 Catena Arena - Skellefteå AIK–Växjö Lakers HC 4–3 (1–2, 1–0, 1–1, 1–0) Publik: 0 Skellefteå Kraft Arena - Örebro HK–HV 71 5–2 (0–2, 2–0, 3–0) Publik: 0 Behrn Arena 2021–01–12 - Luleå HF–Linköping HC 2–1 (0–0, 2–1, 0–0) Publik: 0 Coop Norrbotten Arena - Brynäs IF–Djurgårdens IF 3–2 (0–0, 3–1, 0–1) Publik: 0 Monitor ERP Arena - Rögle BK–Leksands IF 2–5 (2–1, 0–2, 0–2) Publik: 8 Catena Arena - Färjestad BK–IK Oskarshamn 1–3 (1–0, 0–2, 0–1) Publik: 0 Löfbergs Arena 2021–01–14 - Luleå HF–Brynäs IF 4–1 (0–0, 1–1, 3–0) Publik: 0 Coop Norrbotten Arena - Skellefteå AIK–Frölunda HC 5–1 (2–1, 2–0, 1–0) Publik: 0 Skellefteå Kraft Arena - Växjö Lakers HC–Rögle BK 3–2 (1–0, 0–2, 1–0, 1–0) Publik: 8 Vida Arena - Linköping HC–Leksands IF 2–3 (0–0, 0–2, 2–1) Publik: 0 Saab Arena - HV 71–Färjestad BK 4–2 (0–0, 3–0, 1–2) Publik: 0 Husqvarna Garden - Djurgårdens IF–Örebro HK 0–2 (0–1, 0–0, 0–1) Publik: 0 Hovet, Johanneshov 2021–01–16 - Örebro HK–Djurgårdens IF 4–6 (0–2, 3–1, 1–3) Publik: 0 Behrn Arena - HV 71–Rögle BK 1–5 (0–2, 1–0, 0–3) Publik: 0 Husqvarna Garden - Brynäs IF–Skellefteå AIK 4–5 (1–2, 2–1, 1–2) Publik: 0 Monitor ERP Arena - Linköping HC–IK Oskarshamn 4–2 (3–0, 0–1, 1–1) Publik: 0 Saab Arena - Leksands IF–Växjö Lakers HC 1–2 (1–1, 0–0, 0–1) Publik: 8 Tegera Arena - Färjestad BK–Frölunda HC 1–3 (1–0, 0–2, 0–1) Publik: 0 Löfbergs Arena 2021–01–19 - Luleå HF–Skellefteå AIK 2–3 (0–0, 1–0, 1–2, 0–0, 0–1) Publik: 0 Coop Norrbotten Arena - Frölunda HC–Linköping HC 1–2 (0–1, 1–1, 0–0) Publik: 0 Scandinavium - Brynäs IF–Örebro HK 2–0 (0–0, 1–0, 1–0) Publik: 0 Monitor ERP Arena - Rögle BK–Djurgårdens IF 2–3 (2–1, 0–1, 0–0, 0–0, 0–1) Publik: 8 Catena Arena 2021–01–21 - Djurgårdens IF–Rögle BK 3–5 (0–3, 0–1, 3–1) Publik: 0 Hovet, Johanneshov - Luleå HF–Växjö Lakers HC 0–2 (0–0, 0–0, 0–2) Publik: 0 Coop Norrbotten Arena - Skellefteå AIK–HV 71 4–2 (1–0, 1–2, 2–0) Publik: 0 Skellefteå Kraft Arena - Brynäs IF–IK Oskarshamn 3–1 (2–0, 1–1, 0–0) Publik: 0 Monitor ERP Arena - Frölunda HC–Leksands IF 4–5 (0–2, 1–1, 3–2) Publik: 0 Scandinavium 2021–01–23 - Leksands IF–Färjestad BK 2–3 (1–0, 0–1, 1–2) Publik: 8 Tegera Arena - Rögle BK–Luleå HF 2–1 (1–0, 0–0, 0–1, 1–0) Publik: 8 Catena Arena - Frölunda HC–Örebro HK 0–3 (0–0, 0–2, 0–1) Publik: 0 Scandinavium - Djurgårdens IF–Skellefteå AIK 0–2 (0–1, 0–0, 0–1) Publik: 0 Hovet, Johanneshov - Växjö Lakers HC–Brynäs IF 5–2 (1–0, 1–1, 3–1) Publik: 8 Vida Arena - Linköping HC–HV 71 0–1 (0–1, 0–0, 0–0) Publik: 0 Saab Arena 2021–01–26 - Brynäs IF–Linköping HC 3–5 (2–1, 1–2, 0–2) Publik: 0 Monitor ERP Arena - Djurgårdens IF–HV 71 4–5 (1–2, 2–2, 1–1) Publik: 0 Hovet, Johanneshov - Växjö Lakers HC–Örebro HK 6–2 (1–1, 1–1, 4–0) Publik: 8 Vida Arena 2021–01–28 - Skellefteå AIK–Linköping HC 6–0 (4–0, 1–0, 1–0) Publik: 0 Skellefteå Kraft Arena - Örebro HK–Luleå HF 4–1 (1–0, 2–1, 1–0) Publik: 0 Behrn Arena - Brynäs IF–Rögle BK 4–5 (1–1, 1–2, 2–1, 0–0, 0–1) Publik: 0 Monitor ERP Arena - Djurgårdens IF–Färjestad BK 0–3 (0–0, 0–2, 0–1) Publik: 0 Hovet, Johanneshov - HV 71–Växjö Lakers HC 2–4 (1–0, 1–3, 0–1) Publik: 0 Husqvarna Garden - IK Oskarshamn–Leksands IF 6–3 (2–1, 3–2, 1–0) Publik: 8 Be-Ge Hockey Center 2021–01–30 - Skellefteå AIK–Rögle BK 2–0 (0–0, 1–0, 1–0) Publik: 0 Skellefteå Kraft Arena - Leksands IF–Djurgårdens IF 3–2 (0–0, 2–0, 0–2, 0–0, 1–0) Publik: 8 Tegera Arena - Frölunda HC–Brynäs IF 7–3 (2–2, 2–1, 3–0) Publik: 0 Scandinavium - Linköping HC–IF Malmö Redhawks 6–3 (1–1, 3–0, 2–2) Publik: 0 Saab Arena - Luleå HF–HV 71 4–3 (2–0, 2–1, 0–2) Publik: 0 Coop Norrbotten Arena - Växjö Lakers HC–IK Oskarshamn 3–4 (2–1, 0–1, 1–1, 0–1) Publik: 8 Vida Arena - Färjestad BK–Örebro HK 4–3 (0–1, 2–0, 1–2, 0–0, 1–0) Publik: 0 Löfbergs Arena 2021–01–31 - Luleå HF–Skellefteå AIK 1–4 (1–1, 0–0, 0–3) Publik: 0 Coop Norrbotten Arena 2021–02–02 - Leksands IF–Örebro HK 1–5 (1–4, 0–0, 0–1) Publik: 8 Tegera Arena - Rögle BK–IF Malmö Redhawks 1–2 (0–0, 0–1, 1–0, 0–0, 0–1) Publik: 8 Catena Arena - Linköping HC–Växjö Lakers HC 1–2 (0–0, 1–1, 0–0, 0–0, 0–1) Publik: 0 Saab Arena - IK Oskarshamn–Färjestad BK 1–4 (1–1, 0–2, 0–1) Publik: 8 Be-Ge Hockey Center 2021–02–03 - Brynäs IF–Luleå HF 1–5 (0–2, 1–1, 0–2) Publik: 0 Monitor ERP Arena 2021–02–04 - Skellefteå AIK–Djurgårdens IF 4–1 (0–1, 2–0, 2–0) Publik: 0 Skellefteå Kraft Arena - Örebro HK–Frölunda HC 3–6 (1–1, 0–1, 2–4) Publik: 0 Behrn Arena - Brynäs IF–Luleå HF 1–3 (0–1, 0–1, 1–1) Publik: 0 Monitor ERP Arena - Rögle BK–HV 71 6–7 (1–3, 4–2, 1–1, 0–1) Publik: 0 Catena Arena - Växjö Lakers HC–Leksands IF 2–3 (0–1, 2–1, 0–0, 0–1) Publik: 8 Vida Arena - Färjestad BK–IK Oskarshamn 3–2 (1–0, 0–2, 1–0, 1–0) Publik: 8 Löfbergs Arena - IF Malmö Redhawks–Linköping HC 3–2 (1–1, 1–0, 1–1) Publik: 0 Malmö Arena 2021–02–06 - Luleå HF–Rögle BK 2–3 (0–1, 1–1, 1–0, 0–0, 0–1) Publik: 0 Coop Norrbotten Arena - Djurgårdens IF–Växjö Lakers HC 2–3 (0–0, 1–1, 1–2) Publik: 0 Hovet, Johanneshov - Linköping HC–Färjestad BK 3–2 (0–1, 2–0, 1–1) Publik: 0 Saab Arena - IF Malmö Redhawks–Brynäs IF 0–3 (0–0, 0–1, 0–2) Publik: 0 Malmö Arena - HV 71–Örebro HK 4–1 (1–1, 2–0, 1–0) Publik: 0 Husqvarna Garden - Leksands IF–Frölunda HC 3–2 (0–0, 2–2, 1–0) Publik: 8 Tegera Arena - IK Oskarshamn–Skellefteå AIK 1–4 (1–1, 0–2, 0–1) Publik: 8 Be-Ge Hockey Center 2021–02–08 - HV 71–Brynäs IF 2–1 (0–1, 0–0, 1–0, 1–0) Publik: 0 Husqvarna Garden 2021–02–09 - Djurgårdens IF–IF Malmö Redhawks 4–3 (1–1, 1–1, 2–1) Publik: 0 Hovet, Johanneshov 2021–02–11 - Brynäs IF–IF Malmö Redhawks 2–0 (2–0, 0–0, 0–0) Publik: 0 Monitor ERP Arena 2021–02–16 - Luleå HF–Färjestad BK 3–2 (0–1, 1–1, 1–0, 1–0) Publik: 0 Coop Norrbotten Arena - Leksands IF–Linköping HC 2–0 (1–0, 1–0, 0–0) Publik: 8 Tegera Arena - Örebro HK–Skellefteå AIK 3–2 (0–1, 1–0, 2–1) Publik: 0 Behrn Arena - Rögle BK–Brynäs IF 6–3 (2–2, 1–1, 3–0) Publik: 8 Catena Arena - HV 71–Djurgårdens IF 1–3 (1–0, 0–1, 0–2) Publik: 0 Husqvarna Garden - IK Oskarshamn–Växjö Lakers HC 3–1 (0–0, 0–0, 3–1) Publik: 8 Be-Ge Hockey Center - Frölunda HC–IF Malmö Redhawks 2–3 (0–1, 2–1, 0–1) Publik: 0 Scandinavium 2021–02–18 - IK Oskarshamn–IF Malmö Redhawks 2–3 (1–1, 1–1, 0–1) Publik: 8 Be-Ge Hockey Center - Skellefteå AIK–Leksands IF 3–6 (0–0, 2–4, 1–2) Publik: 0 Skellefteå Kraft Arena - Brynäs IF–HV 71 2–1 (0–1, 1–0, 0–0, 1–0) Publik: 0 Monitor ERP Arena - Djurgårdens IF–Rögle BK 0–3 (0–0, 0–2, 0–1) Publik: 0 Hovet, Johanneshov - Färjestad BK–Luleå HF 3–2 (0–0, 1–1, 1–1, 1–0) Publik: 8 Löfbergs Arena - Linköping HC–Frölunda HC 2–0 (0–0, 1–0, 1–0) Publik: 0 Saab Arena 2021–02–20 - Frölunda HC–Rögle BK 0–4 (0–0, 0–3, 0–1) Publik: 0 Scandinavium - Skellefteå AIK–Brynäs IF 2–1 (0–0, 1–1, 0–0, 1–0) Publik: 0 Skellefteå Kraft Arena - Örebro HK–Leksands IF 1–2 (1–0, 0–0, 0–2) Publik: 0 Behrn Arena - Luleå HF–Djurgårdens IF 4–5 (1–1, 3–1, 0–3) Publik: 0 Coop Norrbotten Arena - Färjestad BK–HV 71 4–3 (1–1, 2–0, 0–2, 1–0) Publik: 8 Löfbergs Arena - IK Oskarshamn–Linköping HC 4–1 (0–0, 3–1, 1–0) Publik: 8 Be-Ge Hockey Center 2021–02–23 - Örebro HK–Djurgårdens IF 1–0 (1–0, 0–0, 0–0) Publik: 0 Behrn Arena - Rögle BK–Färjestad BK 0–4 (0–3, 0–0, 0–1) Publik: 8 Catena Arena - Linköping HC–Skellefteå AIK 2–5 (0–2, 2–1, 0–2) Publik: 0 Saab Arena 2021–02–25 - Luleå HF–Frölunda HC 3–4 (1–0, 2–1, 0–3) Publik: 0 Coop Norrbotten Arena - Örebro HK–Rögle BK 5–2 (2–1, 2–1, 1–0) Publik: 0 Behrn Arena - Växjö Lakers HC–Linköping HC 2–1 (0–0, 0–0, 1–1, 1–0) Publik: 8 Vida Arena - Färjestad BK–Leksands IF 5–3 (1–2, 3–1, 1–0) Publik: 8 Löfbergs Arena - HV 71–Skellefteå AIK 0–2 (0–0, 0–1, 0–1) Publik: 0 Husqvarna Garden - IF Malmö Redhawks–Djurgårdens IF 3–1 (0–0, 0–1, 3–0) Publik: 0 Malmö Arena 2021–02–27 - IF Malmö Redhawks–HV 71 3–2 (2–1, 1–0, 0–1) Publik: 0 Malmö Arena - Frölunda HC–Djurgårdens IF 2–3 (1–1, 1–1, 0–0, 0–1) Publik: 0 Scandinavium - Växjö Lakers HC–Luleå HF 3–2 (0–0, 2–1, 1–1) Publik: 8 Vida Arena - Linköping HC–Örebro HK 4–2 (1–0, 2–1, 1–1) Publik: 0 Saab Arena - Rögle BK–Skellefteå AIK 4–2 (0–1, 2–1, 2–0) Publik: 8 Catena Arena 2021–02–28 - IF Malmö Redhawks–Luleå HF 5–3 (1–0, 3–1, 1–2) Publik: 0 Malmö Arena 2021–03–02 - IF Malmö Redhawks–Frölunda HC 4–0 (0–0, 2–0, 2–0) Publik: 0 Malmö Arena 2021–03–04 - Färjestad BK–Linköping HC 2–5 (0–2, 2–0, 0–3) Publik: 8 Löfbergs Arena 2021–03–05 - Örebro HK–Brynäs IF 3–2 (2–0, 0–0, 0–2, 1–0) Publik: 0 Behrn Arena 2021–03–06 - IF Malmö Redhawks–Färjestad BK 4–3 (1–1, 0–0, 2–2, 0–0, 1–0) Publik: 0 Malmö Arena 2021–03–07 - Brynäs IF–Leksands IF 5–6 (1–2, 2–2, 2–2) Publik: 0 Monitor ERP Arena 2021–03–09 - Skellefteå AIK–Luleå HF 2–1 (0–0, 0–1, 1–0, 1–0) Publik: 0 Skellefteå Kraft Arena - Brynäs IF–Linköping HC 2–4 (0–0, 2–1, 0–3) Publik: 0 Monitor ERP Arena - Djurgårdens IF–Leksands IF 4–5 (3–2, 1–1, 0–1, 0–1) Publik: 0 Hovet, Johanneshov - Rögle BK–IK Oskarshamn 5–1 (1–1, 2–0, 2–0) Publik: 8 Catena Arena - Färjestad BK–Växjö Lakers HC 2–3 (1–0, 0–2, 1–1) Publik: 8 Löfbergs Arena - HV 71–Frölunda HC 1–3 (0–1, 0–1, 1–1) Publik: 0 Husqvarna Garden 2021–03–11 - Luleå HF–Örebro HK 0–3 (0–2, 0–0, 0–1) Publik: 0 Coop Norrbotten Arena - Leksands IF–Brynäs IF 4–0 (2–0, 0–0, 2–0) Publik: 8 Tegera Arena - Växjö Lakers HC–HV 71 2–1 (0–0, 0–1, 2–0) Publik: 8 Vida Arena - Linköping HC–Rögle BK 5–3 (1–0, 3–1, 1–2) Publik: 0 Saab Arena - IK Oskarshamn–Djurgårdens IF 4–2 (2–1, 1–0, 1–1) Publik: 8 Be-Ge Hockey Center - Frölunda HC–Skellefteå AIK 3–4 (1–1, 1–0, 1–3) Publik: 0 Scandinavium 2021–03–13 - Brynäs IF–Frölunda HC 3–0 (1–0, 2–0, 0–0) Publik: 0 Monitor ERP Arena - Örebro HK–IK Oskarshamn 7–1 (3–0, 3–0, 1–1) Publik: 0 Behrn Arena 2021–03–14 - IK Oskarshamn–Örebro HK 5–1 (1–0, 3–1, 1–0) Publik: 8 Be-Ge Hockey Center 2021–03–16 - Frölunda HC–IK Oskarshamn 3–1 (0–1, 0–0, 3–0) Publik: 0 Scandinavium - Brynäs IF–Örebro HK 3–1 (0–0, 1–0, 2–1) Publik: 0 Monitor ERP Arena 2021–03–18 - Leksands IF–IK Oskarshamn 3–2 (2–1, 0–0, 1–1) Publik: 8 Tegera Arena - Djurgårdens IF–Brynäs IF 4–1 (0–0, 3–0, 1–1) Publik: 0 Hovet, Johanneshov 2021–03–19 - IF Malmö Redhawks–Rögle BK 2–1 (0–0, 1–0, 0–1, 0–0, 1–0) Publik: 8 Malmö Arena 2021–03–20 - Brynäs IF–HV 71 2–1 (0–0, 0–1, 1–0, 1–0) Publik: 0 Monitor ERP Arena - Skellefteå AIK–IK Oskarshamn 3–1 (0–0, 1–0, 2–1) Publik: 0 Skellefteå Kraft Arena - Leksands IF–Luleå HF 2–1 (1–0, 1–0, 0–1) Publik: 8 Tegera Arena 2021–03–22 - IF Malmö Redhawks–IK Oskarshamn 2–3 (0–0, 1–1, 1–1, 0–1) Publik: 0 Malmö Arena 2021–03–23 - HV 71–Leksands IF 0–6 (0–1, 0–1, 0–4) Publik: 0 Husqvarna Garden 2021–03–24 - Luleå HF–IF Malmö Redhawks 3–0 (1–0, 1–0, 1–0) Publik: 0 Coop Norrbotten Arena 2021–03–25 - Djurgårdens IF–Linköping HC 2–3 (0–0, 1–2, 1–1) Publik: 0 Hovet, Johanneshov - Rögle BK–Leksands IF 1–3 (1–2, 0–1, 0–0) Publik: 8 Catena Arena - IK Oskarshamn–HV 71 7–0 (1–0, 4–0, 2–0) Publik: 8 Be-Ge Hockey Center 2021–03–26 - Skellefteå AIK–IF Malmö Redhawks 6–1 (1–0, 3–0, 2–1) Publik: 0 Skellefteå Kraft Arena 2021–03–27 - Djurgårdens IF–Färjestad BK 3–5 (0–1, 2–1, 1–3) Publik: 0 Hovet, Johanneshov - HV 71–Luleå HF 2–3 (0–2, 2–1, 0–0) Publik: 0 Husqvarna Garden - Rögle BK–Växjö Lakers HC 4–1 (2–0, 1–1, 1–0) Publik: 8 Catena Arena 2021–03–28 - Örebro HK–IF Malmö Redhawks 3–2 (2–0, 0–1, 1–1) Publik: 0 Behrn Arena 2021–03–29 - Leksands IF–IF Malmö Redhawks 4–1 (2–1, 1–0, 1–0) Publik: 8 Tegera Arena - Linköping HC–Luleå HF 1–7 (0–0, 1–6, 0–1) Publik: 0 Saab Arena - Växjö Lakers HC–Frölunda HC 3–2 (1–1, 1–0, 1–1) Publik: 8 Vida Arena - Färjestad BK–Skellefteå AIK 4–3 (1–0, 1–0, 1–3, 1–0) Publik: 0 Löfbergs Arena 2021–03–31 - Färjestad BK–IF Malmö Redhawks 1–2 (0–1, 0–1, 1–0) Publik: 0 Löfbergs Arena - Brynäs IF–Växjö Lakers HC 1–5 (0–1, 0–3, 1–1) Publik: 0 Monitor ERP Arena 2021–04–01 - Brynäs IF–Färjestad BK 1–4 (0–0, 1–1, 0–3) Publik: 0 Monitor ERP Arena 2021–04–02 - Frölunda HC–Växjö Lakers HC 2–1 (1–0, 1–0, 0–1) Publik: 0 Scandinavium 2021–04–03 - IF Malmö Redhawks–Växjö Lakers HC 3–5 (1–0, 1–2, 1–3) Publik: 0 Malmö Arena - IK Oskarshamn–Brynäs IF 4–3 (1–1, 3–2, 0–0) Publik: 8 Be-Ge Hockey Center - Örebro HK–Färjestad BK 2–3 (0–1, 0–1, 2–1) Publik: 0 Behrn Arena - HV 71–Linköping HC 5–3 (2–0, 1–1, 2–2) Publik: 0 Husqvarna Garden |